# Multiscreen
Multiscreen (ang. multi – wiele, screen – ekran) – usługa telewizji cyfrowej, która umożliwia odbiór programów telewizyjnych na komputerach i urządzeniach mobilnych, takich jak smartfonach, tabletach, laptopach itp.